# Liste hochadeliger Familien in Franken
Die Liste des Hochadels in Franken bietet eine Übersicht über vormals hochadelige Familien, insbesondere Grafen- und Fürstenhäuser, die im fränkischen Raum vor 1806 mit Besitzungen vertreten waren.

## Abgrenzungskriterien der Liste

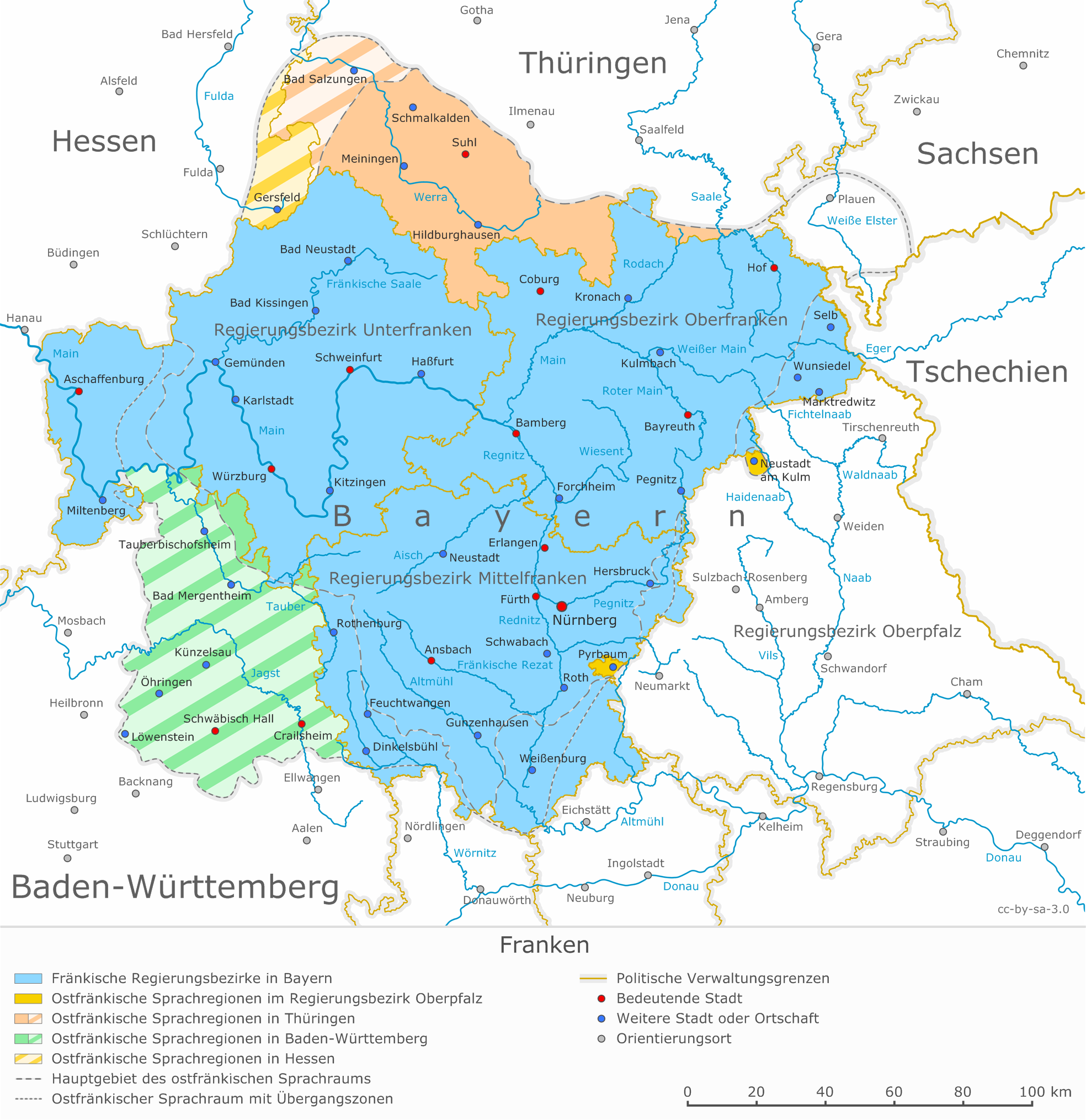
Das heutige Franken mit Sprachregionen

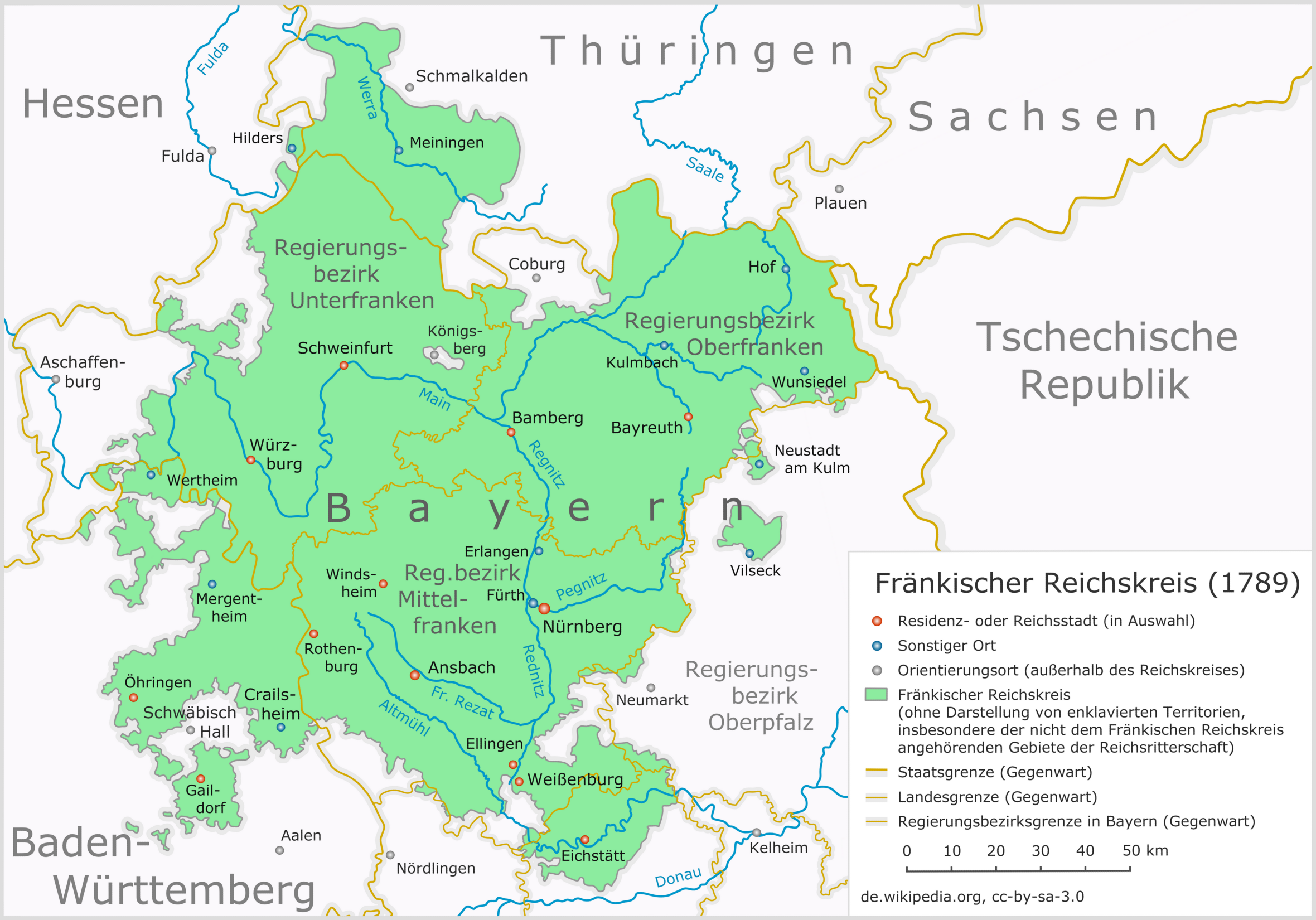
Ausdehnung des Fränkischen Reichskreises 1789

Für die Liste gelten die folgenden Abgrenzungskriterien:

### Räumliche Abgrenzung
Die Familie hat größere Besitzungen innerhalb des früheren bzw. auch heutigen Raumes Franken. Es sollen dabei sowohl alteingesessene und typisch fränkische Familien berücksichtigt werden, als auch Familien mit einem anderen Ursprung der Herkunft bzw. anderen Schwerpunkten des Besitzes, so dass sie in Franken beispielsweise nur mit Streubesitzungen in Erscheinung getreten sind. In Franken etablierte hochadelige Familien sind im Fränkischen Reichskreis vertreten. Für andere Familien ergeben sich Verknüpfungen nach Thüringen, Vogtland, Sachsen, Böhmen, Bayern, Schwaben, Rheinland und Hessen.

### Zeitliche Abgrenzung
Die Familie befindet sich in der Region vor dem Ende des Heiligen Römischen Reiches 1806.

### Abgrenzung nach Ständen
Der Schwerpunkt der Liste liegt auf dem Hochadel. Die Besonderheit des fränkischen Niederadels liegt in seiner häufigen Stellung als reichsfreie Ritterschaft, die in mehreren Ritterkantonen im Fränkischen Ritterkreis organisiert ist. Diverse Seitenlinien, auch gräflicher und fürstlicher Häuser, treten unter dieser Ritterschaft ebenfalls in Erscheinung. Im Übrigen ist es niederadeligen Familien gelungen, in den Grafen- oder Fürstenstand erhoben zu werden. Neben diesen gemeinsamen Berührungspunkten ergibt sich aber sonst eine klare Abgrenzung zur Liste fränkischer Rittergeschlechter. Für eine Übersicht über familienunabhängige Hochstifte, Reichsstädte und die Deutschordensballei Franken siehe Fränkischer Reichskreis.

## Liste hochadeliger Familien in Franken
Während die Wappendarstellungen im Scheiblerschen Wappenbuch in der Regel ein einfaches Wappen der Familien aus dem 15. Jahrhundert zeigen, sind die Wappen im Wappenbuch von Siebmacher von 1605 oft schon gemehrt.
| Name                               | Stammsitz/Ursprung Verbreitung Staaten | Persönlichkeiten | Gemehrte Wappen | Einfache Wappen |
| ---------------------------------- | --- | --- | --------------- | --------------- |
| Abenberg                           | Abenberg, Burg Abenberg | Rapoto von Abenberg Reginhard von Abenberg Eberhard I. Stilla von Abenberg                                                                                   |                 |                 |
| Andechs                            | Grafschaft Andechs-Meranien | Otto VI. von Andechs (bis 1196) Eckbert von Andechs-Meranien (bis 1237) Poppo von Andechs-Meranien (bis 1245)                                                |                 |                 |
| Breuberg                           | Stammsitz Burg Lützelbach und Burg Breuberg Burg Frankenstein Landvögte der Wetterau                                                                           | Konrad II. Reiz von Breuberg († 1292) Eberhard III. von Breuberg († 1323) Gerlach von Breuberg (1245–1306)                                                   |                 |                 |
| Castell Faber-Castell              | | Carl zu Castell-Castell (1801–1850) |                 |                 |
| Degenfeld Degenfeld-Schonburg      | | siehe Hauptartikel |                 |                 |
| Erbach                             | | Dietrich Schenk von Erbach Sophia Albertine von Erbach Franz I. Graf zu Erbach-Erbach                                                                        |                 |                 |
| Giech                              | | Carl von Giech (1795–1863) |                 |                 |
| Gleichen                           | | siehe Hauptartikel |                 |                 |
| Hatzfeld                           | Stammsitz Hatzfeld | siehe Hauptartikel |                 |                 |
| Hausen Haußen                      | | |                 |                 |
| Henneberg                          | Stammsitz Henneberg mit Burg Henneberg Grafschaft Henneberg | siehe Hauptartikel |                 |                 |
| Hohenlohe                          | | siehe Hauptartikel |                 |                 |
| Hohenzollern                       | Grafschaft Zollern Burggrafschaft Nürnberg Fürstentum Ansbach Fürstentum Kulmbach/Bayreuth Mark Brandenburg Herzogtum/Königreich Preußen Deutsches Kaiserreich | |                 |                 |
| Ingelheim                          | Stammsitz Ingelheim am Rhein | |                 |                 |
| Lechsgemünd-Graisbach              | Grafschaft von Lechsgemünd-Graisbach | |                 |                 |
| Leiningen                          | Stammsitz Burg Altleiningen, Fürstentum Leiningen | siehe Hauptartikel |                 |                 |
| Limpurg Schenken von Limpurg       | Burg Limpurg Limpurger Land | |                 |                 |
| Löwenstein-Wertheim                | Stammsitz Löwenstein | siehe Hauptartikel |                 |                 |
| Oettingen                          | Besitzungen um Nördlingen | siehe Hauptartikel |                 |                 |
| Orlamünde                          | Grafschaft Orlamünde | |                 |                 |
| Ortenburg                          | Stammsitz Ortenburg | siehe Hauptartikel |                 |                 |
| Raabs                              | Burggrafschaft Nürnberg | siehe Artikel |                 |                 |
| Reichelsberg                       | | |                 |                 |
| Rieneck                            | Stammsitz Rieneck | |                 |                 |
| Schenken von Limpurg siehe Limpurg | siehe oben | siehe oben | siehe oben      | siehe oben      |
| Schlüsselberg                      | Stammsitz Burg Schlüsselberg Burg Neideck | Eberhard IV. von Schlüsselberg (bis 1283) Gottfried von Schlüsselberg (bis 1308) Ulrich von Schlüsselberg (bis 1322) Konrad II. von Schlüsselberg (bis 1347) |                 |                 |
| Schönborn                          | Stammsitz Schönborn (Rhein-Lahn-Kreis) | siehe Hauptartikel |                 |                 |
| Schwarzenberg Seinsheim            | Stammsitz Schloss Schwarzenberg (Scheinfeld) | siehe Hauptartikel |                 |                 |
| Schweinfurt                        | | Berthold von Schweinfurt Heinrich von Schweinfurt Otto von Schweinfurt                                                                                       |                 |                 |
| Seinsheim siehe Schwarzenberg      | siehe oben | siehe oben | siehe oben      | siehe oben      |
| Stolberg                           | | siehe Hauptartikel |                 |                 |
| Trimberg                           | Trimberg bei Elfershausen | Hugo von Trimberg Poppo III. von Trimberg Süßkind von Trimberg                                                                                               |                 |                 |
| Truhendingen                       | | Friedrich II. von Truhendingen († 1366) Oswalt von Truhendingen (um 1400)                                                                                    |                 |                 |
| Walpoten                           | | |                 |                 |
| Welzheim                           | | |                 |                 |
| Wertheim                           | Stammsitz Burg Wertheim mit Wertheim | |                 |                 |
| Wiesentheid                        | | |                 |                 |

### Wappenbücher
- Scheiblersches Wappenbuch: Scheiblersches Wappenbuch mit fränkischen Wappen in den Commons
- Bertschi, Nikolaus: Wappenbuch besonders deutscher Geschlechter – BSB Cod.icon. 308, Augsburg 1515–1650
- Wappenbuch des churbayrischen Adels (Copie eines Originals von 1560), Band 1 – BSB Cgm 1508, S.l. 1700